# 上海国際旅遊度假区駅
上海国際旅遊度假区駅（シャンハイこくさいりょゆうとかくえき、中文表記: 上海国际旅游度假区站）は、中華人民共和国上海市浦東新区川展路に位置する上海軌道交通機場連絡線の駅。

## 歴史
計画時の仮駅名は「度假区駅」であった。
- 2024年12月27日：開業[1]。

## 駅構造
相対式ホーム2面2線を有する地下駅。
当駅では将来的に中国国鉄との直通運転を行うことに備えて同線への直通運転に対応した設備が用意されている。

### のりば
| 番線 | 路線       | 行先                 |
| ---- | ---------- | -------------------- |
|      | 機場連絡線 | 浦東1号2号航站楼方面 |
|      | 機場連絡線 | 虹橋2号航站楼方面    |

（出典：上海地下鉄:站层图）

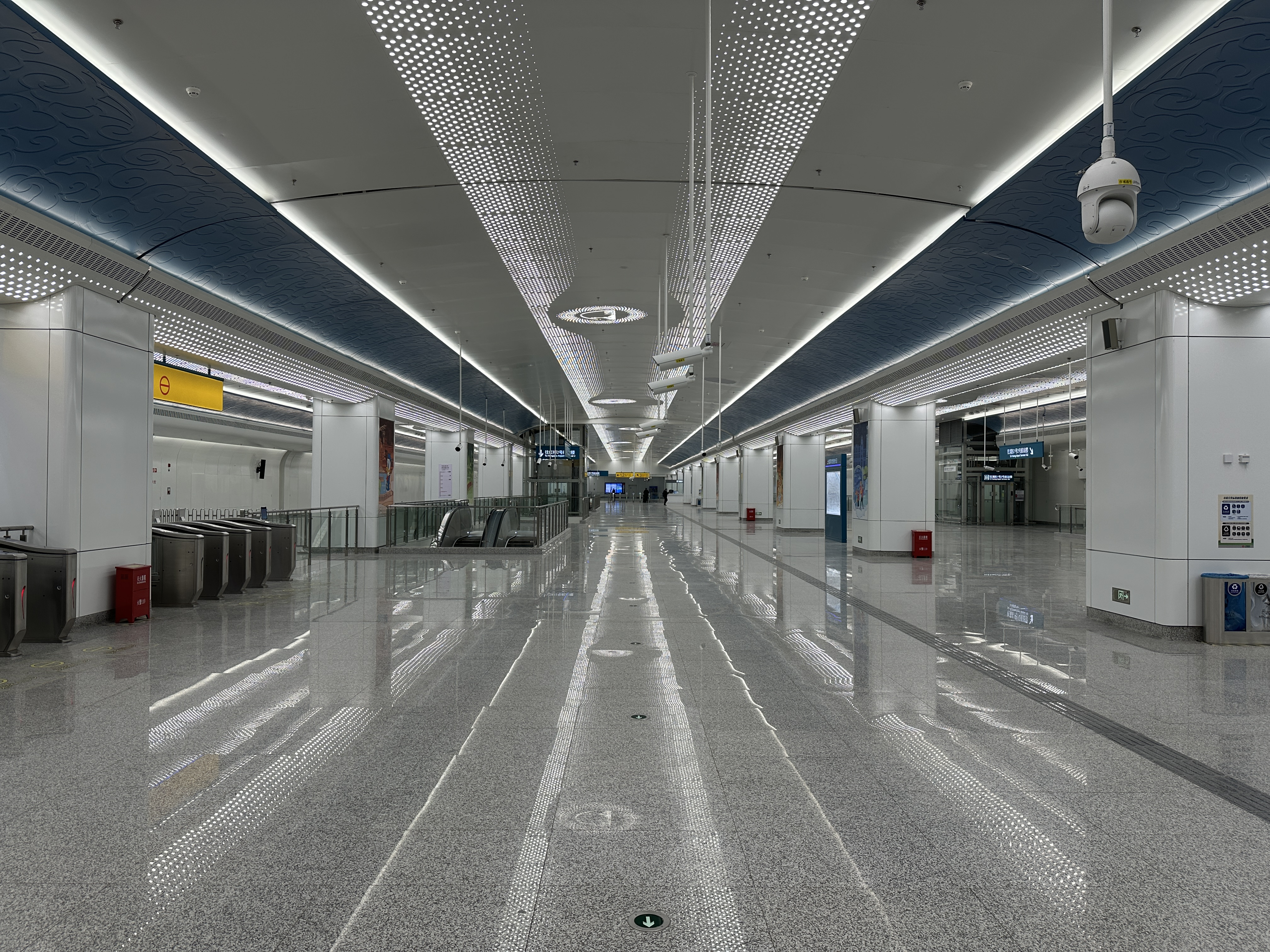
コンコース
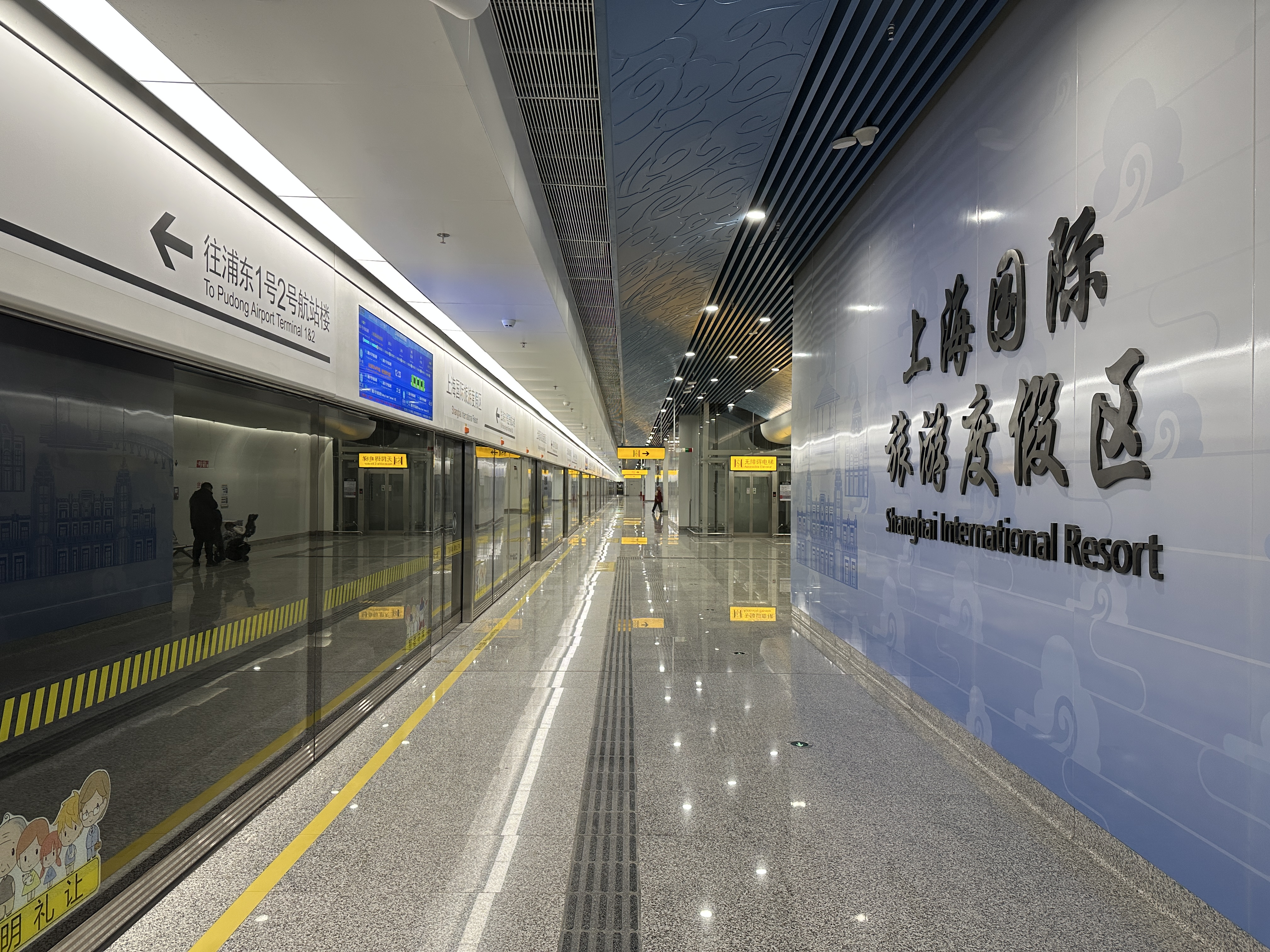
浦東1号2号航站楼方面ホーム

## 駅周辺
- 上海国際旅遊度假区（中国語版）
  - 上海薰衣草公園
  - 上海ディズニーリゾート
  - 比斯特上海購物村（中国語版）

## 隣の駅
上海軌道交通
機場連絡線
大駅車
虹橋2号航站楼駅 - 上海国際旅遊度假区駅 - 浦東1号2号航站楼駅
各駅停車
康橋東駅 - 上海国際旅遊度假区駅 - 浦東1号2号航站楼駅